# Mack Gordon

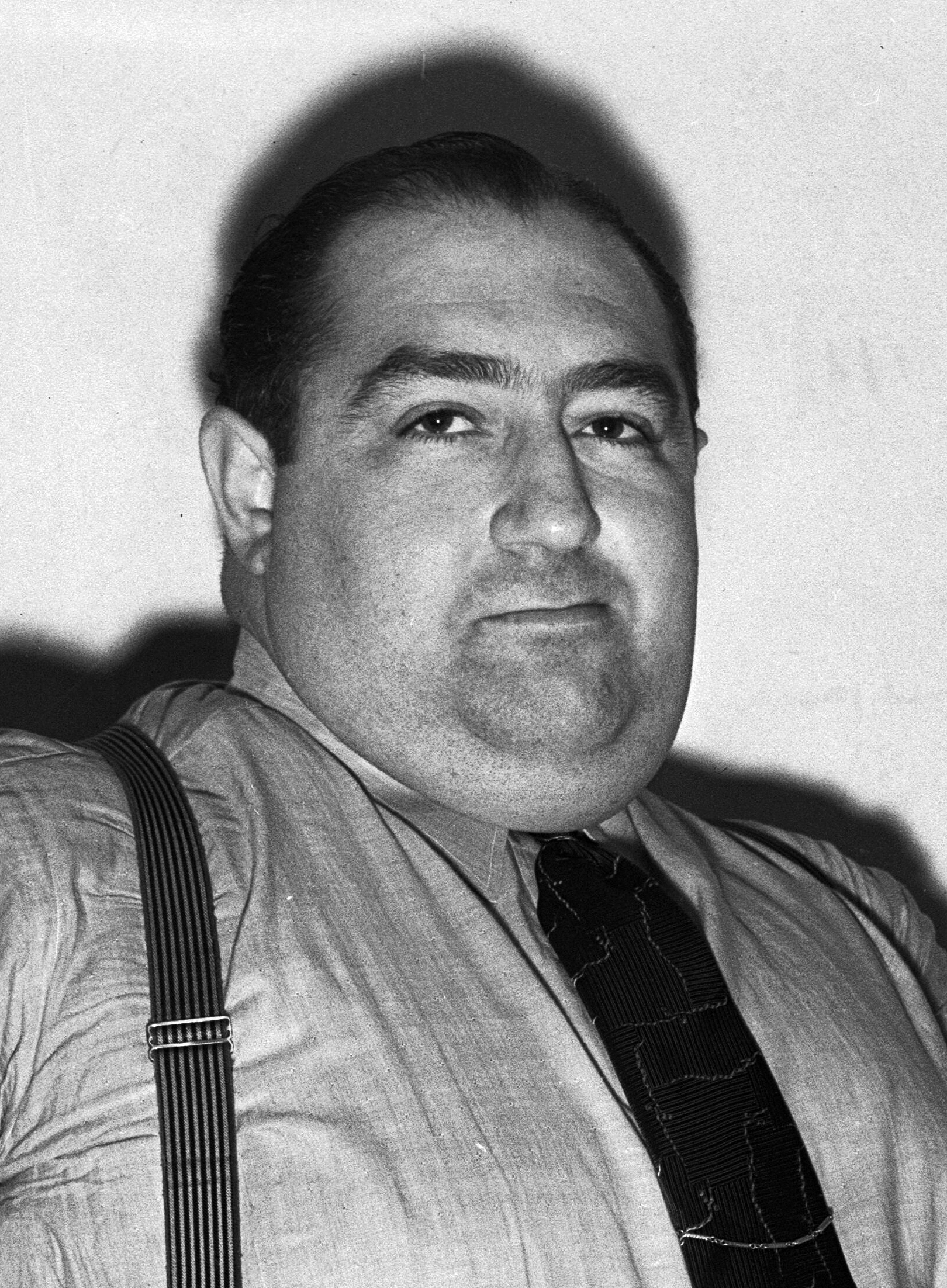
Mack Gordon (1935)

Mack Gordon (* 21. Juni 1904 in Warschau; † 1. März 1959 in New York City, New York, USA; eigentlich Morris Gittler) war ein amerikanischer Komponist und Liedtexter.

## Leben und Wirken
Mack Gordons Familie wanderte aus Polen in die Vereinigten Staaten ein, als Gordon ein Kind war. Zu Beginn seiner Karriere in den späten 1920er Jahren trat er – wie viele seiner Kollegen – in Vaudeville-Shows als Schauspieler und Sänger auf; in den frühen 1930er Jahren fing er auch an, Texte für die Shows zu schreiben. Er arbeitete in dieser Zeit mit dem aus England stammenden Pianisten Harry Revel zusammen.
Sein erster großer Erfolg war Time on My Hands für die Show Smiles (1930), der zu einem viel gespielten Jazz-Standard werden sollte. Mit Revel ging er 1933 nach Hollywood, um in der aufblühenden Filmindustrie für Musical-Filme zu arbeiten. Ihr erster Erfolg in Hollywood war Did You Ever See a Dream Walking? (1933). Bis 1936 arbeitete Gordon für Paramount Pictures, danach schrieb er für die 20th Century Fox, meist für Shirley-Temple-Filme. 1939 endete die Zusammenarbeit zwischen Gordon und Revel; der Texter fand nun einen neuen Partner in Harry Warren. Sie arbeiteten für eine ganze Reihe von Filmen zusammen, darunter den Revuefilm Sun Valley Serenade (1941) und die Musicalfilme Orchestra Wives (1942) und Sweet and Low-Down, in denen das Glenn Miller Orchestra mitspielte. Daraus stammten auch die Songs Chattanooga Choo Choo (1941), At Last (1941) und I Got a Gal in Kalamazoo (1942) und I’m Making Believe (1944). Sein letzter Beitrag zu einem Film war 1956 für Bundle of Joy (mit Eddie Fisher und Debbie Reynolds), bei dem er mit Josef Myrow zusammenarbeitete.
Die Internet Movie Database listet insgesamt über 100 Filme auf, für die Mack Gordons Liedtexte Verwendung fanden,
so schrieb er für Frank Sinatra, Dean Martin, Etta James, Glen Miller, Barbra Streisand, Christina Aguilera, Mel Tormé, Nat King Cole und viele andere. Besonders mit Sinatra und dem Rat Pack pflegte er eine lange Freundschaft. Am Ende seines Lebens wurde Gordon in die Songwriter’s Hall of Fame aufgenommen.
Gordon wurde insgesamt neun Mal für den Oscar in der Kategorie Bester Song nominiert. Er gewann ihn schließlich einmal, für den Song You’ll Never Know (1943, mit Harry Warren).
Sein heute wohl bekanntestes Lied ist There Will Never Be Another You, das 1942 in Zusammenarbeit mit Harry Warren entstand und sich schnell zu einem beliebten Jazz-Standard entwickelte. Es existieren Interpretationen von Chet Baker, Nat King Cole, Frank Sinatra, Andy Williams, Nancy Wilson und Julie London.